# Universitat Metodista del Sud
La Universitat Metodista del Sud (en anglès: Southern Methodist University) és una universitat privada que es troba a University Park, a l'estat de Texas, en els Estats Units. La UMS va ser fundada el 1911 per l'Església Metodista del Sud, actualment té diverses extensions universitàries a Plano, Texas, a Taos, i a Nou Mèxic. La Universitat Metodista del Sud està afiliada a l'Església Metodista Unida. Actualment té uns 7.000 estudiants de pregrau i 5.000 de postgrau.

## Història
La universitat va ser fundada el 17 d'abril de 1911 per les cinc Conferències Anuals a Texas de l'Església Metodista Unida.

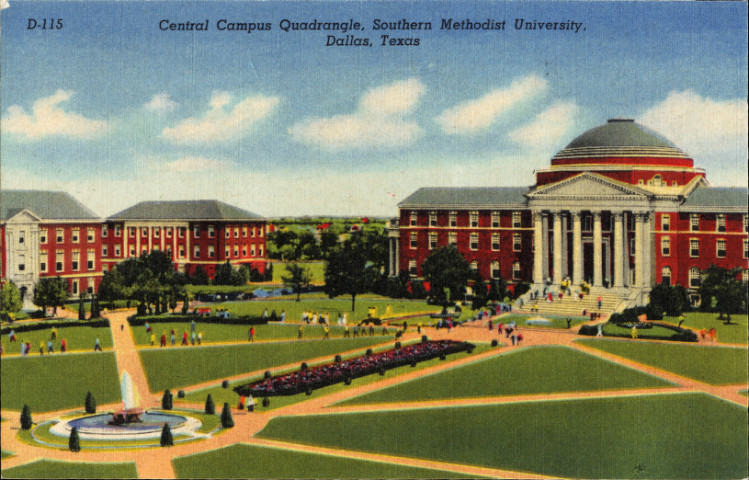
Campus Central, Universitat Metodista del Sud (1915–1924)

La SMU manté estretes relacions amb la Universitat Wesleylana i la Universitat Southwestern de Georgetown. Hyer es va convertir en el primer president de la SMU i Hiram A. Booz, va renunciar a la presidència de la Universitat Wesleylana per convertir-se en el segon president de la SMU.
La Universitat Metodista va batejar al seu primer edifici com el Dallas Hall, en agraïment pel suport dels líders de Dallas i dels ciutadans locals, que s'havien compromès a donar a través de donacions voluntàries arribant a recaptar uns 300.000 dòlars per assegurar la ubicació de la universitat.
Dallas Hall segueix sent símbol de la universitat i la peça central. Dissenyat per Shepley, Rutan i Coolidge després del Panteó de la Universitat de Virgínia, Dallas Hall va obrir les portes en 1915. El Dallas Hall està inscrit en el Registre Nacional de Llocs Històrics. El sobrenom de la SMU, "The Hilltop", es va inspirar en el Dallas Hall, que va ser construït sobre un pujol.
Durant la Segona Guerra Mundial, la SMU va ser un dels 131 col·legis i universitats a nivell nacional que van participar en el V-12 Navy College Training Program de la universitat, que oferia als estudiants una ruta d'accés a la Marina dels Estats Units.

## Controvèrsia en la Lliga de Futbol Universitari
també coneguda com la pena de mort de SMU, va ser un incident en el qual el programa de futbol americà universitari de la Universitat Metodista del Sud va ser investigat i penalitzat per les violacions massives de les regulacions establertes per la NCAA. La violació més seriosa va ser el manteniment d'un fons il·legal utilitzat per realitzar pagaments per "sota la taula" a diversos jugadors des de mitjan dècada de 1970 fins a 1986. Aquesta recerca va acabar amb la imposició de la coneguda "pena de mort de la NCAA", la qual va consistir en la cancel·lació de tota la temporada programada de futbol americà de 1987 de l'equipo representant de la Universitat Metodista del Sud (SMU), els SMU Mustangs. A SMU se li va permetre tornar a competir de nou en 1988, amb la condició que només jugarien la meitat dels partits d'aquesta temporada, (6 partits en lloc de 12) i que juguessin aquests sis partits com equipo visitant, però els dirigents de la universitat van preferir cancel·lar també aquesta temporada, ja que els mateixos dirigents van determinar que seria impossible armar un equip viable en 1988.
La severitat del càstig gairebé va destruir el programa de futbol americà de SMU. Els Mustangs van aconseguir una sola temporada guanyadora en els següents 20 anys i no van poder arribar a un bowl fins a 2009. Aquest càstig també va ser un dels factors que van portar al col·lapse de la Southwest Conference, ara desapareguda. Ha estat la penalització més severa dictada per la NCAA a qualsevol programa atlètic de la Divisió I de la NCAA i ha estat l'única ocasió en què la NCAA ha cancel·lat la temporada completa d'un equip de futbol americà en qualsevol nivell.

## Biblioteca Presidencial
En 2008, la Universitat va ser seleccionada, malgrat una considerable controvèrsia, per situar la Biblioteca Presidencial George W. Bush.

## Facultats

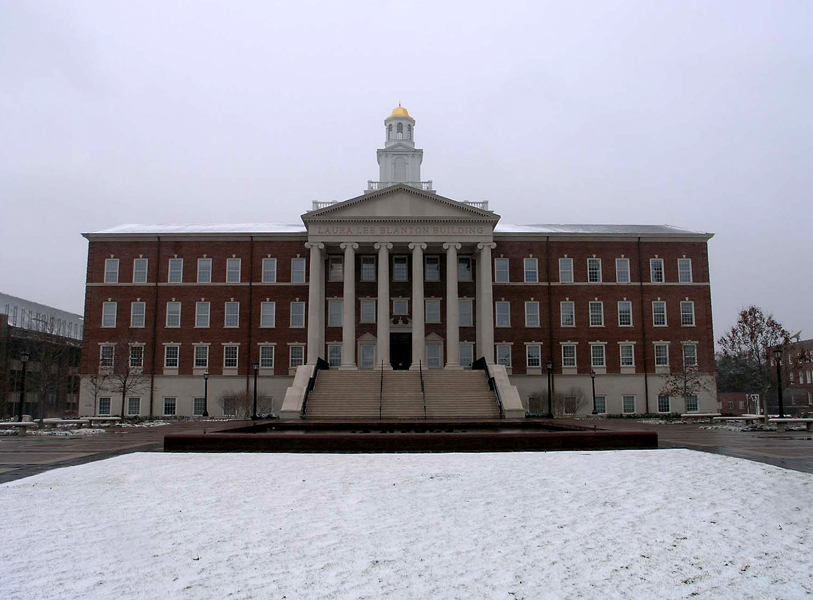
El Laura Lee Blanton Hall durant una tempesta de neu

La Universitat Metodista del Sud té set facultats:
- L'Escola de Negocis Cox[2]
- L'Escola d'Humanitats i Ciències Dedman[3]
- L'Escola de Dret Dedman[3]
- L'Escola d'Arts Meadows[4]
- L'Escola Teológia Perkins[5]
- L'Escola d'Educació i Pedagogia Annette Caldwell Simmons[6]
- L'Escola d'Enginyeria Lyle[7]